# Sergio Valech
Sergio Valech Aldunate (ur. 21 października 1927 w Santiago, zm. 24 listopada 2010) – chilijski duchowny katolicki, działacz na rzecz praw człowieka.
Przewodniczył Narodowej Komisji do Spraw Więźniów Politycznych i Tortur, która prowadziła dochodzenie dotyczące zbrodni reżimu Augusto Pinocheta. Efektem pracy komisji był Raport Valecha.
Valech urodził się w Santiago, jest synem Antonio Valech Haddad i Mercedes Aldunate Lazo. Przyjął święcenia kapłańskie w Santiago 28 czerwca 1953. 27 sierpnia 1973 został mianowany biskupem pomocniczym Santiago, ze stolicą tytularną Zabi; sakrę biskupią odebrał 18 października 1973, a w stan spoczynku przeszedł 3 marca 2003.